# قرارگاه عمار

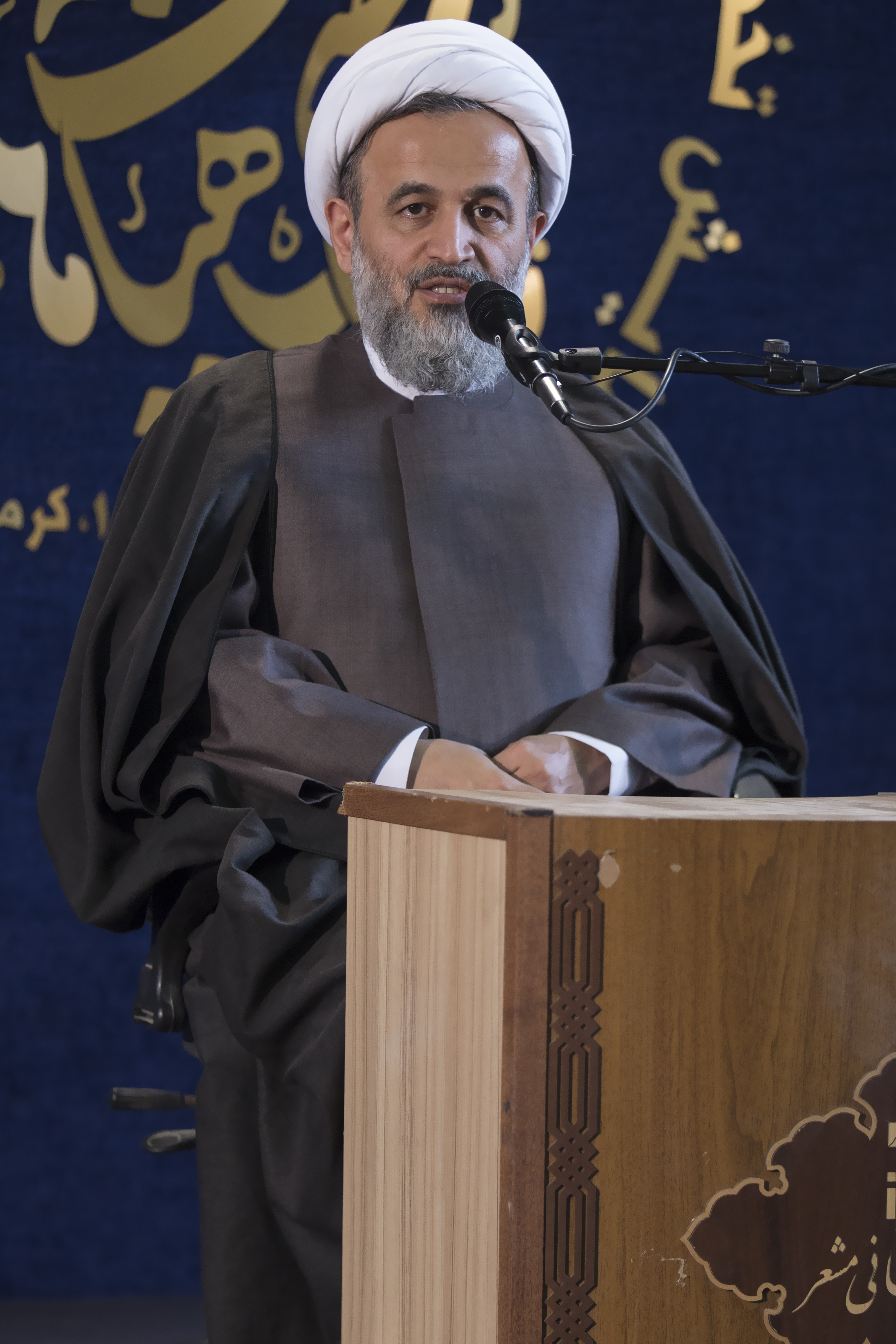
سخنرانی علیرضا پناهیان نائب رئیس قرارگاه عمار در جمع هیئت‌های مذهبی قصر شیرین

قرارگاه اسلامی عمّار، یکی از تشکیلات سیاسی و فرهنگی جمهوری اسلامی ایران است.

## زمان تأسیس
این قرارگاه در بهمن‌ماه سال ۱۳۸۹ در تهران تأسیس شد.

## هسته اولیه

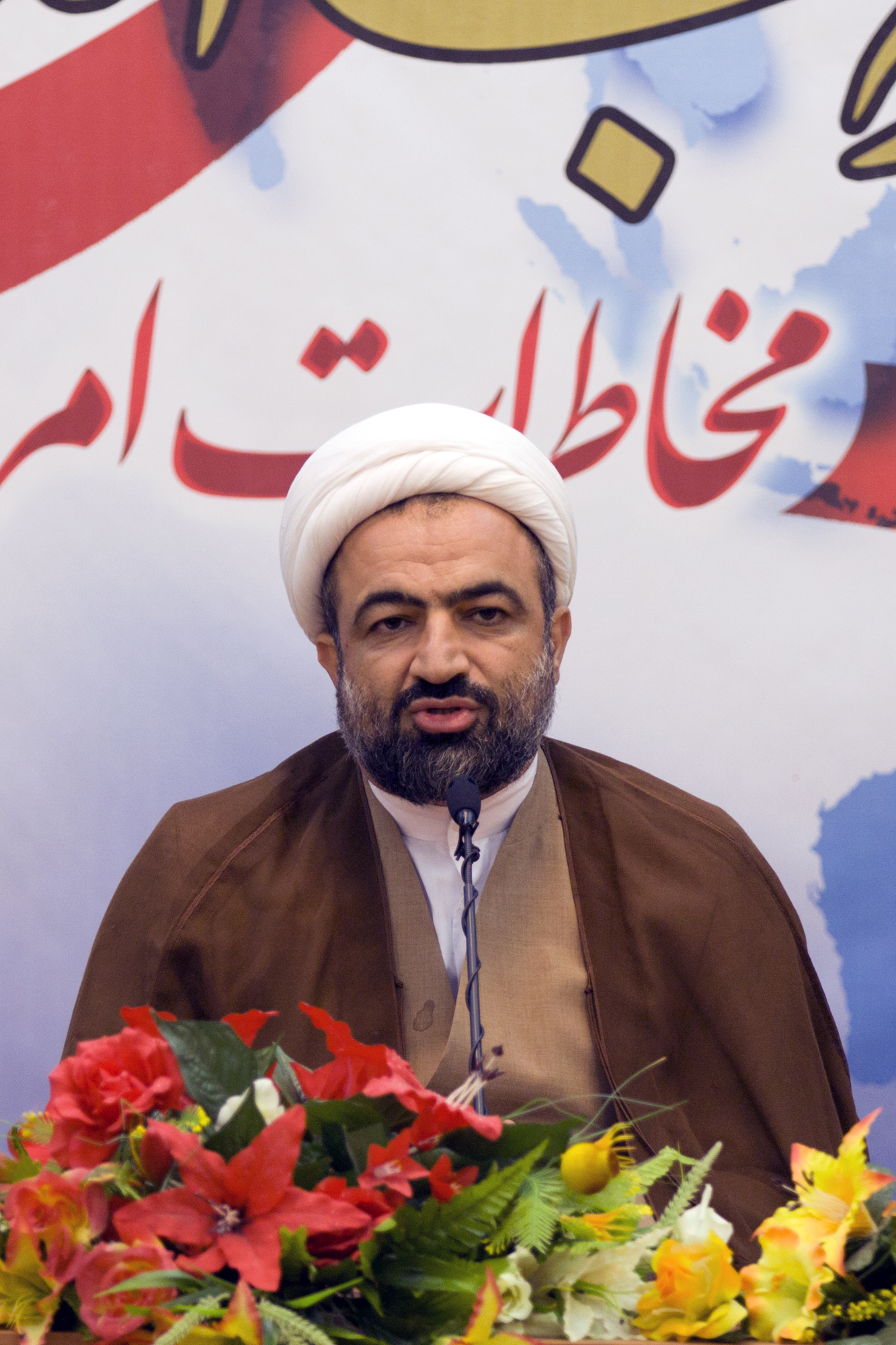
عکس از حمید رسایی از اعضای قرارگاه عمار در حال سخنرانی در قم

هستهٔ اولیهٔ این قرارگاه متشکل از ۷۰ نفر از وابستگان سیاسی، نظامی و فرهنگی نظام جمهوری اسلامی ایران بوده‌است و پس از نخستین جلسهٔ مجمع عمومی، مهدی طائب به عنوان رئیس و علیرضا پناهیان، نایب رئیس آن انتخاب شده‌اند. محمدمهدی ماندگاری، حمید رسایی، حسن عباسی، سعید حدادیان، نادر طالب‌زاده، مهدی کوچک‌زاده، حسین یکتا، حسین الله‌کرم و سعید قاسمی از اعضای نخستین شورای مرکزی این قرارگاه بوده‌اند.

## عضوگیری
این تشکل از سال ۱۳۹۰، عضوگیری خود را از عموم آغاز نموده‌است. سپاه پاسداران انقلاب اسلامی تلویحاً وابستگی این قرارگاه به خود را رد کرده‌است. از القاب اعضای این قرارگاه، می‌توان لقب عماریون را یاد کرد.

## اهداف
این قرارگاه از سوی بنیانگذارانش، «مجمع صاحب‌نظران، اندیشمندان و فعالان جبهه فرهنگی انقلاب اسلامی» خوانده شد و اهداف آن «تعمیق بصیرت جامعه و تحقق منویات مقام ولایت» و «مبارزه با عملیات جنگ نرم دشمنان» اعلان گردید.